# 国分郵便局
国分郵便局（こくぶゆうびんきょく）
- 鹿児島県霧島市にある郵便局。本記事にて記述する。
- 神奈川県海老名市にある郵便局。局番号は02178。

国分郵便局（こくぶゆうびんきょく）は、鹿児島県霧島市国分中央三丁目にある郵便局。民営化前の分類では集配普通郵便局であった。

## 概要
住所：〒899-4399 鹿児島県霧島市国分中央3-39-1

## 沿革
- 1882年（明治15年）7月1日 - 国分郵便局として開設[1]。
- 1885年（明治18年）10月1日 - 貯金取扱を開始。
- 1891年（明治24年）3月1日 - 為替取扱を開始。
- 1897年（明治30年）2月21日 - 国分郵便電信局となる。
- 1903年（明治36年）4月1日 - 通信官署官制の施行に伴い国分郵便局となる。
- 1955年（昭和30年）3月1日 - 重久郵便局から電話交換事務の取扱を移管[2]。
- 1958年（昭和33年）11月16日 - 東国分郵便局[3]および敷根郵便局から電話交換事務の取扱を移管。
- 1962年（昭和37年）10月31日 - 東国分郵便局[3]から集配業務の全部と、清水郵便局から集配業務の一部[4]を移管[5]。
- 1963年（昭和38年）7月1日 - 特定郵便局から普通郵便局へ局種別改定。
- 1967年（昭和42年）9月24日 - 和文電報配達および電話交換業務を国分電報電話局に移管。
- 1974年（昭和49年）10月 - 局舎新築落成。
- 1998年（平成10年）9月1日 - 外国通貨の両替および旅行小切手の売買に関する業務取扱を開始。
- 2004年（平成16年）10月25日 - 国分市中央三丁目20-1から同997-1に移転するとともに、敷根郵便局（〒899-4499→〒899-4462）、隼人郵便局（〒899-5199→〒899-5106）から集配業務を移管[6]。
- 2007年（平成19年）2月11日 - 福山郵便局（〒899-4599→〒899-4501）から集配業務を移管。
- 2007年（平成19年）10月1日 - 民営化に伴い、併設された郵便事業国分支店に一部業務を移管。
- 2012年（平成24年）10月1日 - 日本郵便株式会社の発足に伴い、郵便事業国分支店を国分郵便局に統合。

## 取扱内容
- 郵便、印紙、ゆうパック、内容証明
- 貯金、為替、振替、振込、国際送金、国債、投資信託
- 生命保険、バイク自賠責保険、自動車保険
- 地方公共団体事務（霧島市入場券の販売）
- ゆうちょ銀行ATM
- 霧島市内の一部地域（〒899-43xx、899-44xx、899-45xx、899-51xx）の集配業務
- ゆうゆう窓口

## 周辺
- 霧島市役所
- 霧島警察署
- きりしま国分山形屋（山形屋の支店）

## アクセス
- JR日豊本線 国分駅から徒歩約10分
- 鹿児島交通 国分中央公園停留所下車
- 東九州自動車道 隼人東ICから北東へ約4km
- 駐車場あり：27台